# Pieris steinigeri
Pieris steinigeri is een vlindersoort uit de familie van de Pieridae (witjes), onderfamilie Pierinae.
Pieris steinigeri werd in 1984 beschreven door Eitschberger.